# せきよしあき
せきよしあき（本名：関義明 1974年10月29日 - ）は日本の俳優。長野県出身。エム・エーフィールド所属。さそり座。
舞台中心の俳優活動を多く担当している。一卵性双生児の兄を持つ。

## 出演作品

### テレビドラマ
- 神様もう少しだけ
- 編集王第3話
- 共犯者レギュラー
- 仔犬のワルツ第1話
- 菊次郎とさき第5話

### 映画
- もう一人じゃない（じんのひろあき監督作品）
- 助太刀屋助六（岡本喜八監督作品）
- ガチャポン（内田英治監督作品）
- 鯨道2（旭正嗣監督作品）

### CM
- エプソン『カラープリンタ』
- 国内信販『KCカード』

### アテレコ
- ビジネス・ブレイク・スルー